# Valomstervaart
De Valomstervaart (Fries: Falomster Feart) is een kanaal in het oosten van de Nederlandse provincie Friesland.
Het kanaal loopt van het Kruiswater (Krúswetter) in het natuurgebied Houtwiel voorbij het goddeloze tolhuis (It goddeloas tolhûs), langs het dorp De Valom en mondt ten oosten van deze plaats uit in de Nieuwe Vaart. Het kanaal dateert uit de 16e eeuw en werd aangelegd ten behoeve van de afwatering van het moerassige gebied. Tevens deed het kanaal dienst om turf uit dit veengebied af te kunnen voeren.